# Abela-Heilstollen

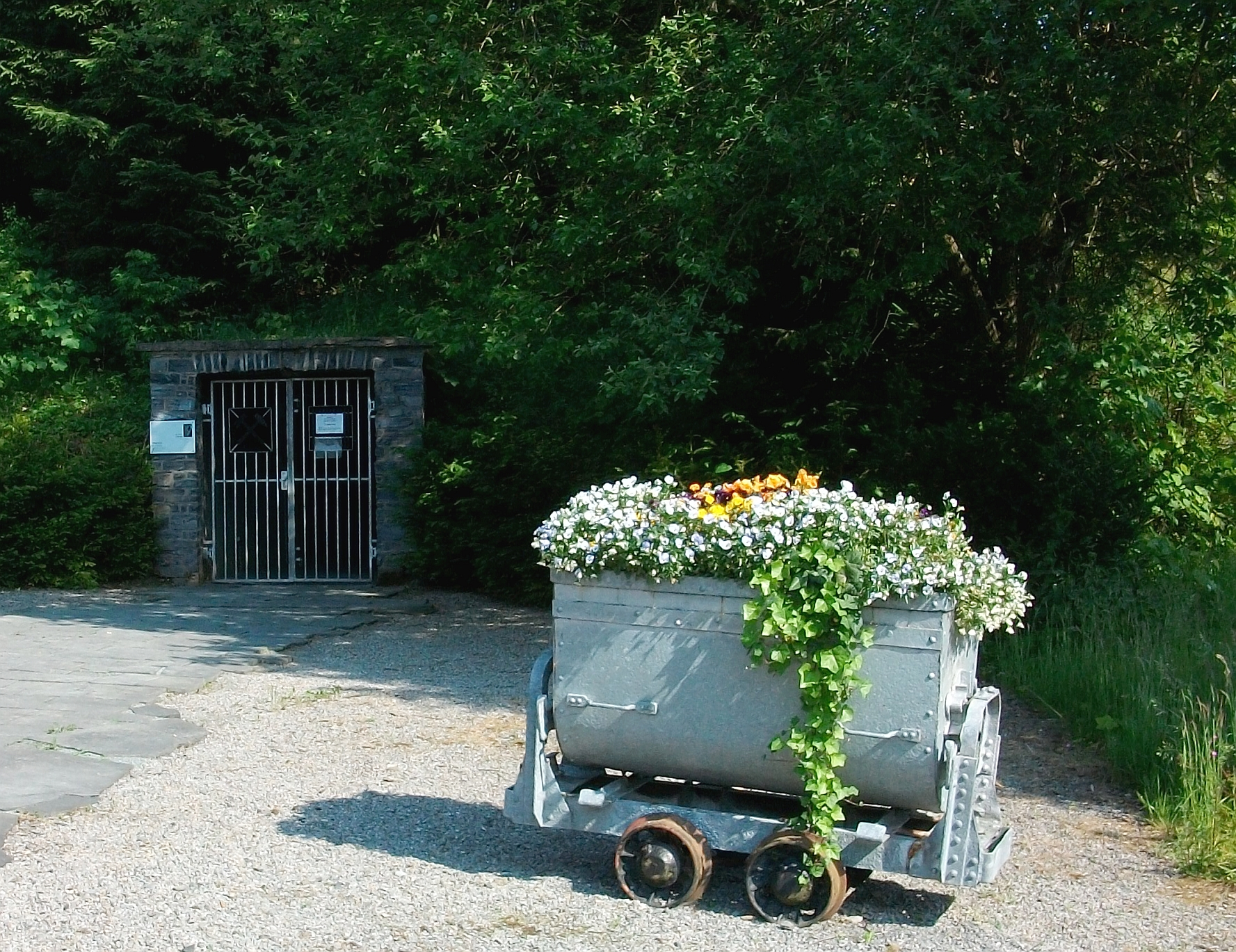
Abela-Heilstollen

Der Abela-Heilstollen,  früher Felicitas-Stollen oder Grube Felicitas, ist ein 1863 zur Schiefergewinnung angelegter Stollen. Der Grubenbetrieb wurde 1994 eingestellt. 1998 wurde die Speläotherapie aufgenommen. Der Stollen liegt im Hochsauerlandkreis und gehört zu Bad Fredeburg (Stadt Schmallenberg). Er wurde im Rahmen der Zweit-Prädikatisierung von Bad Fredeburg als Ort mit Heilstollenkurbetrieb im Jahr 2011 in Abela-Heilstollen umbenannt. Von 2016 bis 2018 war der Stollen für Besucher geschlossen und wurde umgebaut. Ab 2018 wurden auch Events veranstaltet. Seit 2018 kann man in einem Bereich auch Höhlentauchen.

## Geologie
Der Abela-Heilstollen liegt im Rheinischen Schiefergebirge, in einer petrografisch eintönig ausgebildeten Schichtenfolge von gut spaltbaren Tonsteinen des Unteren Mitteldevon, den Oberen Fredeburger Schichten. Das Einfallen der Schichtung und der Schieferung liegt zwischen 70° und 80°. Die Schieferung ist meist gut ausgebildet und engständig. Die abbauwürdigen Lager erreichen eine Mächtigkeit von etwa 20 m. Das Lager wird durch eine Gebirgsstörung im Norden verworfen. Jenseits der Störung befinden sich weitere abbauwürdige Lager.
Der Stollen liegt auf der Südflanke des Ostsauerländer Hauptsattels, der in diesem Bereich abtaucht und südöstlich des östlichen Muldenschlusses der Elsper Mulde und somit in der abgegrenzten „Arnsberg-Wingeshäuser-Querzone“.

## Mikroklima

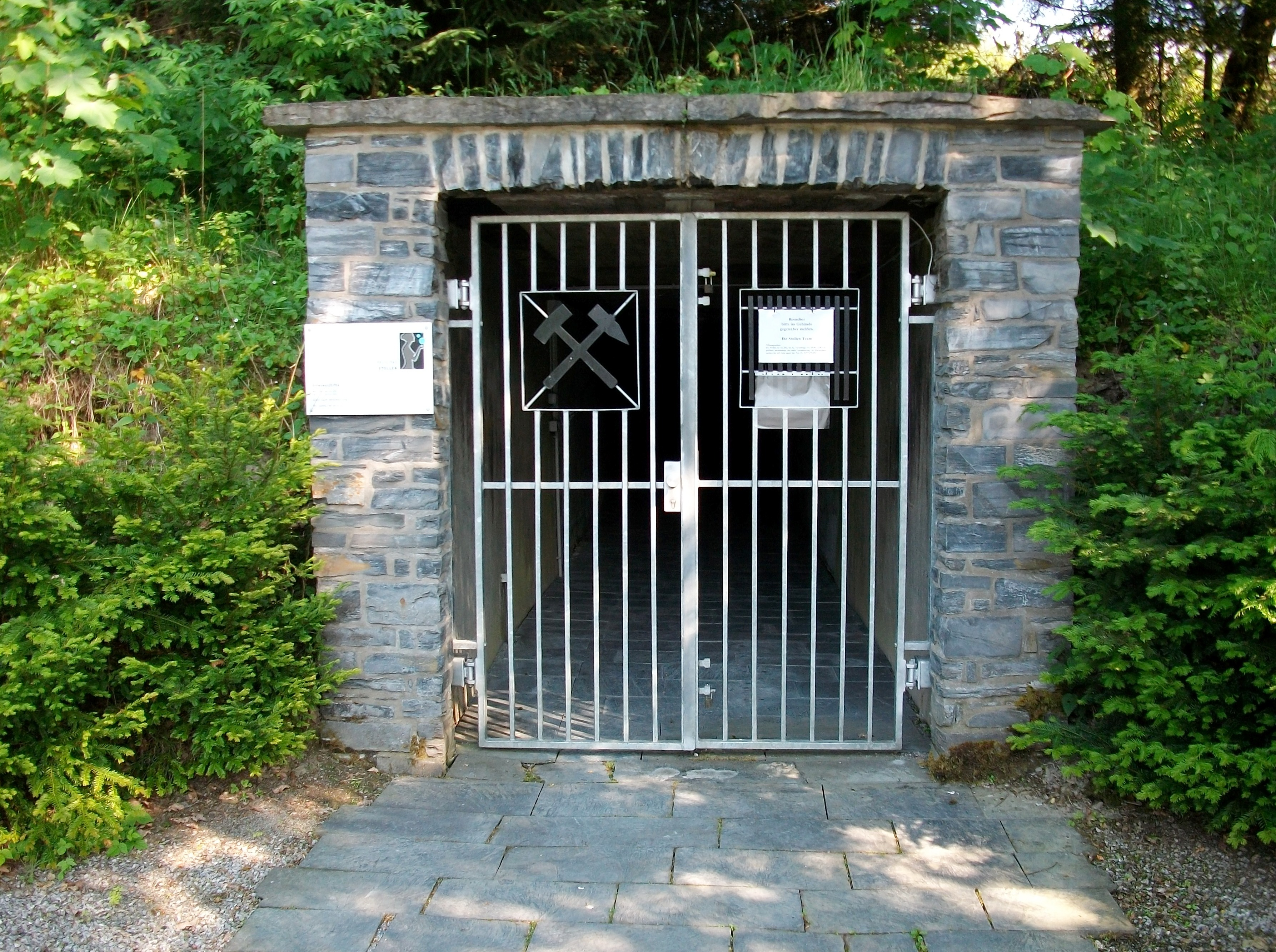
Mundloch des Abela-Heilstollens

Die Lufttemperatur im Stollen liegt relativ konstant bei etwa 9 °C. Die ermittelte relative Luftfeuchtigkeit der Wetter lag im Sättigungsbereich bzw. bei etwa 95 % relativer Feuchte.
Im Stollen fehlen deshalb nahezu vollständig Staubpartikel, Pollen und Krankheitserreger. In der Tiefe des Berges werden alle in den Stollen getragenen Partikel, wie Staubteilchen oder Allergene, mit winzigen Nebeltröpfchen umgeben und nach außen befördert. Die Luft im Stollen bleibt so nahezu völlig rein, keimfrei und erneuert sich durch die laminare (nicht turbulente) Luftströmung unablässig selbst.

## Schiefergrube
Die Grube Felicitas wurde 1863 eröffnet. Sie war bis 1990 in Besitz der Firma Hesse & Schneider KG. Danach wurde sie an die Firma Magog GmbH & Co. KG verkauft.
Durch einen Schrägschacht von etwa 130 m Länge und einen Wetterschacht wird die Grube erschlossen. Die Grube besteht aus zwei Sohlen in 35 und 46 m Teufe. Die streichende Ausdehnung der Lagerstätte beträgt etwa 400 m. Mit einer Haspelanlage und gleisgeführten Förderwagen wurde das Gestein im Schrägschacht direkt in das Spalthaus gefördert. In den letzten Jahren wurden unter Tage Dieselfahrzeuge zum Transport eingesetzt. Der Abbau erfolgte in Kammern. Diese waren etwa 15 m lang und 4–5 m hoch. Der Abbau wurde seit den 1970er Jahren durch fahrbare Sägeanlagen und hydraulische Abspaltmaschinen mechanisiert.

## Schiefertafeln
In den 1950er Jahren wurde die Felicitas-Schultafel einer der wichtigen Umsatzbringer der Firma Hesse & Schneider. Als Grundausstattung aller Schulanfänger wurden die Tafeln ein unerwartet großer Verkaufserfolg. Eine Zylinderschleifmaschine ritzte die Schreiblinien und Rechenkästchen ein, die rot eingefärbt wurden. Mit Fräs- und Schleifmaschinen wurde der Holzrahmen in die entsprechende Form gebracht. Der Firmenname wurde eingebrannt und mit Spritzpistolen wurden die Rahmen lackiert. Die Tafeln wurden im Inland und auch in 32 ausländischen Staaten in hohen Stückzahlen verkauft.